# I 츠비키 18
I Zwicky 18은 큰곰자리에 있는 왜소 불규칙 은하로 거리는 약 5,900만 광년이다. 이 은하는 1930년대, 스위스의 천문학자인 프리츠 츠비키에 의해 확인되었다. 40여 년 전, 팔로마 천문대에서의 연구는 많은 천문학자들을 흥분시켰다. 이는 천문학자들이 이 은하가 생성된 지 수십억 년 후에야 비로소 항성의 형성 과정을 시작했다는 것에 대하여 가장 젊은 은하일 것으로 보았기 때문이다. I Zwicky 18과 관련한 많은 특징들 중, 다른 은하와 달리 매우 젊게 보이는 형태는 초기의 우주에서만 발견할 수 있는 형태이다. 그러나 허블 우주 망원경의 관측 결과, 이 은하가 어둡고 나이가 많은 별을 포함하고 있으며, 이 별들은 최소 약 10억 년 전부터 많으면 약 100억 년 전에 형성 되었다는 것이 밝혀졌다. 그러므로 이 은하는 다른 거의 대부분의 은하와 같은 시기에 형성되었을 것이다.
지상 망원경을 이용한 분광 관측에서, I Zwicky 18은 거의 대부분이 빅뱅 때 형성된 수소와 헬륨으로만 이루어져 있다는 것이 밝혀졌다. 이 은하의 원시적 형태는 항성 생성율이 비슷한 나이의 다른 은하에 비해 매우 낮음을 설명해준다. 이 은하는 미국 항공 우주국의 망원경에 의해 연구되어 왔으며, 그 망원경들은 스피처 우주 망원경, 찬드라 엑스선 관측선, 그리고 원자외선 분광 관측기(FUSE)를 포함한다. 그러나 왜 이 은하가 이전에는 별을 매우 적게 생성했다가 최근 들어서 별을 많이 형성하고 있는지는 의문으로 남아 있다.
당초 예상 거리는 약 4,000~5,000만 광년 이었으나, 허블 망원경의 관측 자료는 I Zwicky 18이 지구로부터 약 5,900만 광년 떨어져 있음을 보여준다. 이 은하의, 기대했던 것보다 더 먼 거리는 아마도 왜 천문학자들이 이 은하에 포함되어 있는 매우 어두운, 나이 많은 별들을 탐지하기 어려웠는지를 설명할 것이다. 이 어둡고 나이 많은 별들은 허블 우주 망원경의 해상도 및 감도 한계에 근접해 있다.
미국 메릴랜드 주 볼티모어에 소재해 있는 우주 망원경 과학 연구소(Space Telescope Science Institute)와 유럽 우주국의 천문학자들은 I Zwicky 18에 몇 개의 세페이드 변광성이 있음을 알아냈다. 이 무거운 세페이드 변광성들은 규칙적인 리듬으로 밝기가 변화한다. 이 밝기 변화의 주기는 직접적으로 그들의 밝기에 관련된다. 연구팀은 이 세 개의 세페이드 변광성으로부터 측정된 밝기값과 이론상의 계산을 통해 예상한 밝기 값을 비교해보았다. 이런 모델은 I Zwicky 18의 무거운 원소 결핍 상태에서 구체적으로 계산되었다. 이는 이 은하의 별들이 무거운 원소가 부족한 시기에 형성되었다는 것을 보여준다. 10억 년 이상 늙은 가장 밝은 적색 항성의 관측 밝기값으로부터 계산된 세페이드 변광성의 거리도 이를 밝혀준다.
I Zwicky 18은 왜소 불규칙 은하로 지정되었고, 우리 은하보다 매우 작다. 아마 I Zwicky 18은 항성종족 III의 별들을 형성하고 있을 것이다. 분광 관측값은 이 별들의 스펙트럼이 거의 모두 수소와 헬륨이며, 그보다 무거운 원소들은 거의 완전히 없다는 것을 보여준다.